# Романкевич, Николай Тимофеевич
Николай Тимофеевич Романкевич (21 апреля 1927, Верхний Бурбук — 24 июля 2010, Мугун, Иркутская область) — председатель колхоза имени Парижской Коммуны Тулунского района Иркутской области, Герой Социалистического Труда (1971).

## Биография
В 1941 году окончил семилетку. В 1944 году был призван в армию. Служил в Забайкалье, где получил специальность воздушного стрелка. В 1945 году участвовал в боевых действиях на Дальневосточном фронте против японцев. Стал членом КПСС во время службы.
Был председателем Нижнебурбукского сельсовета. В 1960 году Н. Т Романкевич был назначен бригадиром комплексной бригады колхоза «Рассвет». С 1962 года — председатель колхоза имени Парижской Коммуны. В 1971 году колхозу за высокие производственные и экономические показатели присвоено звание «Хозяйство высокой культуры земледелия».

## Награды
Романкевичу Н. Т за выдающиеся успехи, достигнутые в развитии сельскохозяйственного производства, и выполнения пятилетнего плана продажи государству продуктов земледелия и животноводства, Указом Президиума Верховного Совета СССР от 8 апреля 1971 года присвоено звание Герой Социалистического Труда.
Помимо Золотой Звезды и ордена Ленина имел награды:
- медаль «За победу над Японией»
- медаль «За создание ВВС КНР»
- медаль «За освоение целинных земель»
- орден Трудового Красного Знамени.
- медаль «Ветеран труда»
- Заслуженный работник сельского хозяйства России
- Почётный гражданин Иркутской области[1]